# Pągowiec (Mazovie)
Pour les articles homonymes, voir Pągowiec.
Pągowiec (prononciation : [pɔŋˈɡɔvjɛt͡s]) est un village polonais de la gmina de Stara Błotnica dans le powiat de Białobrzegi de la voïvodie de Mazovie dans le centre-est de la Pologne.
Il se situe à environ 6 kilomètres au nord de Białobrzegi (siège de la gmina), 7 kilomètres au sud-est de Białobrzegi (siège du powiat) et à 69 kilomètres au sud de Varsovie (capitale de la Pologne).

## Histoire
De 1975 à 1998, le village appartenait administrativement à la voïvodie de Radom.